# L'Aube Nouvelle
"L'Aube Nouvelle" (De dageraad van een nieuwe dag) is het volkslied van Benin. Geschreven en gecomponeerd door pater Gilbert Jean Dagnon, werd het in 1960 na de onafhankelijkheid van Frankrijk aangenomen.

## Tekst
| Frans | Nederlands |
| --- | --- |
| Jadis à son appel, nos aïeux sans faiblesse Ont su avec courage, ardeur, pleins d'allégresse Livrer au prix du sang des combats éclatants. Accourez vous aussi, bâtisseurs du présent, Plus forten dans l'unité, chaqu'jour à la tâche, Pour la postérité, construisez sans relâche. Refrein: Enfants du Bénin, debout! La liberté d'un cri sonore Chante aux premiers feux de l'aurore; Enfants du Bénin, debout! Quand partout souffle un vent de colère et de haine. Béninois, sois fier, et d'une âme sereine, Confiant dans l'avenir, regarde ton drapeau! Dans le vert tu liras l'espor du renouveau, De tes aïeux le rouge évoque le courage; Des plus riches trésors le jaune est le présage. Refrein Tes monts ensoleillés, tes palmiers, ta verdure, Cher Bénin, partout font ta vive parure. Ton sol offre à chacun la richesse des fruits. Bénin, désormais que tes fils tous unis D'un fraternel élan partagent l'espérance. De te voir à jamais heureux dans l'abondance. | Vroeger, op haar verzoek, wisten onze voorouders hoe zij deel moesten nemen aan machtige veldslagen Met kracht, moed, ijver en vol vreugde, maar ten koste van bloed. Bouwers van nu, ook jullie bundelen je krachten Elke dag voor de taak sterker in eenheid. Bouw zonder ophouden voor het nageslacht. Refrein: Kinderen van Benin, sta op! De klinkende kreet van vrijheid Wordt gehoord bij het eerste ochtendgloren, Kinderen van Benin, sta op! Als er overal een wind van woede en haat waait: Burgers van Benin wees trots en kalm Vertrouw op de toekomst, zie je vlag! In het groen lees je hoop op lente; Het rood staat voor de moed van je voorouders; Het geel voorspelt de grootste schatten. Refrein Geliefd Benin, je zonnige bergen, palmbomen en groene weiden Toon overal uw helderheid; Uw bodem biedt iedereen het rijkste fruit. Benin, vanaf nu zijn je zonen verenigd Met een broederlijke geest die de hoop deelt om jou te zien Geniet voor altijd van overvloed en geluk. |

Onafhankelijke staten: Algerije · Angola · Benin · Botswana · Burkina Faso · Burundi · Centraal-Afrikaanse Republiek · Comoren · Congo-Brazzaville · Congo-Kinshasa · Djibouti · Egypte · Equatoriaal-Guinea · Eritrea · Ethiopië · Gabon · Gambia · Ghana · Guinee · Guinee-Bissau · Ivoorkust · Kaapverdië · Kameroen · Kenia · Lesotho · Liberia · Libië · Madagaskar · Malawi · Mali · Marokko · Mauritanië · Mauritius · Marokko · Mozambique · Namibië · Niger · Nigeria · Oeganda · Rwanda · Sao Tomé en Principe · Senegal · Seychellen · Sierra Leone · Somalië · Soedan · Swaziland · Tanzania · Tsjaad · Togo · Tunesië · Zambia · Zimbabwe · Zuid-Afrika · Zuid-Soedan
Niet algemeen erkende landen: Somaliland · Westelijke Sahara
Afhankelijke gebieden: Mayotte · Réunion (onofficieel) · Saint Helena, Ascension and Tristan da Cunha (onofficieel)